# Aleksandr Djaczenko
Aleksandr Igorjewicz Djaczenko (ros. Александр Игорьевич Дьяченко; ur. 24 stycznia 1990 w Rudnyj) – rosyjski kajakarz, złoty medalista igrzysk olimpijskich, dwukrotny mistrz świata, mistrz Europy, złoty medalista uniwersjady.

## Igrzyska olimpijskie
W 2012 roku wziął udział w igrzyskach olimpijskich w Londynie. Wystąpił wówczas w dwójce na dystansie 200 metrów wraz z Jurijem Postrigajem. Po kolejnych wygranych w eliminacjach i półfinale wygrał finałowy wyścig, wyprzedzając na mecie Białorusinów i Brytyjczyków.

## Odznaczenia
- Order Przyjaźni (13 sierpnia 2012) – za wielki wkład w rozwój kultury fizycznej i sportu, wysokie osiągnięcia sportowe na zawodach XXX Olimpiady 2012 roku w mieście Londynie (Wielka Brytania)[3]